# San Juan Mazatlán
San Juan Mazatlán är en kommun i Mexiko.   Den ligger i delstaten Oaxaca, i den sydöstra delen av landet, 500 km sydost om huvudstaden Mexico City.
Följande samhällen finns i San Juan Mazatlán:
- Santiago Malacatepec
- Los Fresnos
- San Pedro Acatlán Grande
- Tierra Negra
- Rancho Juárez
- Gustavo Díaz Ordaz
- Nuevo Progreso
- El Pípila
- San Antonio Tutla
- Brena Torres
- La Nueva Esperanza